# 大榎克己
大榎 克己（おおえのき かつみ、1965年4月3日 - ）は、静岡県清水市（現・静岡市清水区）出身の元サッカー選手、サッカー指導者。

## 略歴
清水市（現・静岡市清水区）に生まれ、地元の小学校選抜チームである清水FCから両河内中学校を経て、静岡県立清水東高等学校に入学した。同期の長谷川健太、堀池巧とともに清水東三羽烏と称され、1983年度全国高等学校サッカー選手権大会優勝に貢献した。大会終了後には研修生という形で日本代表候補合宿に招集され、日本B代表の一員としてマレーシア遠征に参加するなど若年時から将来を嘱望された選手であった。
その後早稲田大学を経て1988年にヤマハ発動機サッカー部（現ジュビロ磐田）に社員選手として入部。同年12月に国内リーグを優先するという日本サッカー協会の判断で、日本が若手主体(大学生主体)のB代表で初めて参加したアジア杯では、日本B代表の10番を任され、高木琢也などと共に主力としてプレーするも、アジアの強豪相手に跳ね返された。1992年、Jリーグの設立に際して1991年に清水市で結成された市民参加型サッカークラブ清水エスパルスに入団した。高卒後それぞれ別のクラブでプレーを続けてきた長谷川、堀池とともに再び同じチームでプレーすることになった。リーグ年間優勝こそ獲得できなかったものの、1996年のナビスコカップ、1999年のリーグ戦第2ステージ優勝、2001年の天皇杯優勝に貢献した。
日本代表では1989-1993年にコンスタントに選出されるが、同時代にラモスなど読売/ヴェルディの選手が居たためか、出場機会には恵まれなかった。
ポジションは主にMFであり現在でいうところのTOP下など、日本代表も務めた全盛期には、ゲームメーカーとして活躍。相当のテクニシャンでどんなポジションでもこなせる器用な選手であったため、1996年からもボランチとしても活躍の場を広げた。DFとして出場する機会もあれば、後半からのFWとの途中交代でFWのスーパーサブとして得点を重ねた試合もある。
2002年にリーグ戦250試合出場の記録を打ち立てた後に現役を引退し、2003年にエスパルスのコーチに就任した。2004年からは母校である早稲田大学のア式蹴球部（サッカー部の正式名称、アはアソシエーションの略）監督として指揮を取り2007年度の全日本大学サッカー選手権大会において優勝するなど優れた成果を残した。2007年に日本サッカー協会公認S級コーチングライセンスを取得している。2008年、清水エスパルスユースの監督に就任した。
2014年7月、成績不振で解任されたアフシン・ゴトビの後任として清水エスパルストップチームの監督に就任。後半戦17試合で36失点と守備が崩壊し順位を下げるものの、最終節甲府と引き分け何とか残留を勝ち取った。
2015年、新体制発表会で、大榎自らが「優勝を目指すシーズンにしたい」と宣言したが、1stステージ最下位とクラブ史上最低の成績となった。2ndステージも指揮を取り続けたが、開幕から4試合未勝利が続き、5試合目の横浜戦で初勝利をあげるものの、成績不振の責任を取り辞任した。
その後、チームは降格圏を脱することが出来ず、J2に降格。チーム創設時の契約第一号選手が、チームを降格させてしまう不名誉な出来事となってしまった。
2019年1月、清水エスパルスのゼネラルマネージャーに就任。

## エピソード
原則的に小学4年生以上で構成される清水市（現・静岡市清水区）の小学校選抜チーム・清水FCにあって、その才能が認められて小学3年生から練習に参加し、長谷川、堀池と出会った時にはキャプテンを務めていた。
清水エスパルスの契約第一号選手である。早稲田大学を卒業後、社員選手としてヤマハに入部した理由について「僕はサッカーだけで生きて行こうとは思わなかった」と語り、サッカーを引退した後は社員として会社に残る道を選んだのだが、プロ化が具体化するにつれて心が動いたという。

## 個人成績
| 国内大会個人成績 | 国内大会個人成績 | 国内大会個人成績 | 国内大会個人成績 | 国内大会個人成績 | 国内大会個人成績 | 国内大会個人成績 | 国内大会個人成績 | 国内大会個人成績 | 国内大会個人成績 | 国内大会個人成績 | 国内大会個人成績 |
| 年度             | クラブ           | 背番号           | リーグ           | リーグ戦         | リーグ戦         | リーグ杯         | リーグ杯         | オープン杯       | オープン杯       | 期間通算         | 期間通算         |
| 年度             | クラブ           | 背番号           | リーグ           | 出場             | 得点             | 出場             | 得点             | 出場             | 得点             | 出場             | 得点             |
| 日本             | 日本             | 日本             | 日本             | リーグ戦         | リーグ戦         | JSL杯/ナビスコ杯 | JSL杯/ナビスコ杯 | 天皇杯           | 天皇杯           | 期間通算         | 期間通算         |
| ---------------- | ---------------- | ---------------- | ---------------- | ---------------- | ---------------- | ---------------- | ---------------- | ---------------- | ---------------- | ---------------- | ---------------- |
| 1988-89          | ヤマハ           | 14               | JSL1部           | 16               | 2                | 2                | 0                |                  |                  |                  |                  |
| 1989-90          | ヤマハ           | 14               | JSL1部           | 21               | 2                | 5                | 0                |                  |                  |                  |                  |
| 1990-91          | ヤマハ           | 14               | JSL1部           | 17               | 2                | 2                | 0                |                  |                  |                  |                  |
| 1992             | 清水             | -                | J                | -                | -                | 9                | 4                | 0                | 0                | 9                | 4                |
| 1993             | 清水             | -                | J                | 35               | 3                | 4                | 3                | 4                | 1                | 43               | 7                |
| 1994             | 清水             | -                | J                | 29               | 2                | 1                | 0                | 1                | 0                | 31               | 2                |
| 1995             | 清水             | -                | J                | 39               | 1                | -                | -                | 1                | 0                | 40               | 1                |
| 1996             | 清水             | -                | J                | 26               | 1                | 16               | 2                | 3                | 0                | 45               | 3                |
| 1997             | 清水             | 6                | J                | 28               | 0                | 5                | 0                | 3                | 0                | 36               | 0                |
| 1998             | 清水             | 6                | J                | 30               | 1                | 5                | 0                | 4                | 0                | 39               | 1                |
| 1999             | 清水             | 6                | J1               | 9                | 0                | 2                | 0                | 2                | 0                | 13               | 0                |
| 2000             | 清水             | 6                | J1               | 27               | 2                | 6                | 0                | 0                | 0                | 33               | 2                |
| 2001             | 清水             | 6                | J1               | 11               | 0                | 2                | 0                | 5                | 0                | 18               | 0                |
| 2002             | 清水             | 6                | J1               | 18               | 0                | 7                | 0                | 2                | 0                | 27               | 0                |
| 通算             | 日本             | 日本             | J1               | 252              | 10               | 57               | 9                | 25               | 1                | 334              | 20               |
| 通算             | 日本             | 日本             | JSL1部           | 54               | 6                | 9                | 0                |                  |                  |                  |                  |
| 総通算           | 総通算           | 総通算           | 総通算           | 306              | 16               |                  |                  |                  |                  |                  |                  |

その他の公式戦
- 1990年
  - コニカカップ 6試合0得点
- 1996年
  - サントリーカップ 1試合0得点
- 1999年
  - Jリーグチャンピオンシップ 2試合0得点
- 2002年
  - XEROX SUPER CUP 1試合0得点

| 国際大会個人成績 | 国際大会個人成績 | 国際大会個人成績 | 国際大会個人成績 | 国際大会個人成績 |
| 年度             | クラブ           | 背番号           | 出場             | 得点             |
| AFC              | AFC              | AFC              | ACL              | ACL              |
| ---------------- | ---------------- | ---------------- | ---------------- | ---------------- |
| 2002-03          | 清水             | 6                | 1                | 0                |
| 通算             | AFC              | AFC              | 1                | 0                |

- Jリーグ戦初出場 - 1993年5月16日対横浜フリューゲルス戦
- Jリーグ戦初得点 - 1993年6月16日対サンフレッチェ広島戦

## 代表歴

### 試合数
- 国際Aマッチ 5試合 0得点(1989-1990)[1]

| 日本代表 | 国際Aマッチ | 国際Aマッチ | その他 | その他 | 期間通算 | 期間通算 |
| 年       | 出場        | 得点        | 出場   | 得点   | 出場     | 得点     |
| -------- | ----------- | ----------- | ------ | ------ | -------- | -------- |
| 1989     | 4           | 0           | 7      | 0      | 11       | 0        |
| 1990     | 1           | 0           | 0      | 0      | 1        | 0        |
| 1991     | 0           | 0           | 0      | 0      | 0        | 0        |
| 1992     | 0           | 0           | 0      | 0      | 0        | 0        |
| 1993     | 0           | 0           | 2      | 0      | 2        | 0        |
| 通算     | 5           | 0           | 9      | 0      | 14       | 0        |

### 出場
| No. | 開催日         | 開催都市 | スタジアム                     | 対戦相手       | 結果 | 監督     | 大会               |
| --- | -------------- | -------- | ------------------------------ | -------------- | ---- | -------- | ------------------ |
| 1.  | 1989年05月05日 | ソウル   |                                | 韓国           | ●0-1 | 横山謙三 | 日韓定期戦         |
| 2.  | 1989年05月10日 | 東京都   | 国立西が丘サッカー場           | 中華人民共和国 | △2-2 | 横山謙三 | 国際親善試合       |
| 3.  | 1989年05月13日 | 岡山県   | 岡山県総合グラウンド陸上競技場 | 中華人民共和国 | ○2-0 | 横山謙三 | 国際親善試合       |
| 4.  | 1989年05月22日 | 香港     |                                | 香港           | △0-0 | 横山謙三 | ワールドカップ予選 |
| 5.  | 1990年07月29日 | 北京     |                                | 中華人民共和国 | ●0-1 | 横山謙三 | ダイナスティカップ |

## 指導歴
- 2003年 清水エスパルス コーチ
- 2004年 - 2007年 早稲田大ア式蹴球部 監督
- 2008年 - 2014年7月 清水エスパルスユース 監督
- 2014年7月 - 2015年7月 清水エスパルス 監督

## 監督成績
| 年度 | 所属 | クラブ | リーグ戦 | リーグ戦 | リーグ戦 | リーグ戦 | リーグ戦 | リーグ戦 | カップ戦       | カップ戦 |
| 年度 | 所属 | クラブ | 順位     | 試合     | 勝点     | 勝       | 分       | 敗       | ナビスコ杯     | 天皇杯   |
| ---- | ---- | ------ | -------- | -------- | -------- | -------- | -------- | -------- | -------------- | -------- |
| 2014 | J1   | 清水   | －       | 17       | 15       | 4        | 3        | 10       | －             | ベスト4  |
| 2015 | J1   | 清水   | 17位     | 22       | 18       | 4        | 6        | 12       | 予選リーグ敗退 | －       |

※2015年は辞任時点での成績